# Johannes de Doperkerk (Vledder)
De Johannes de Doperkerk in de Drentse plaats Vledder is een eenbeukige kerk uit de 15e eeuw met een zadeldaktoren uit de 14e eeuw.
De Johannes de Doperkerk is sinds 1965 erkend als rijksmonument en is diverse malen gerestaureerd. In 1997 vond er een blikseminslag in de toren plaats; de schade werd vier jaar later hersteld.

## Voorgeschiedenis en bouw
Op de plaats van het huidige koor was omstreeks het jaar 1000 al een kapel aanwezig; naar aangenomen wordt, was die van hout, zoals toen gangbaar was. De eredienst werd geleid door de kapelaan van Diever.
De eenvoudige opzet van de huidige kerk, oorspronkelijk gewijd aan Johannes de Doper, weerspiegelt de armoede van Drenthe. Het baksteen werd direct bij de kerk gebakken, wat overigens niet ongebruikelijk was bij grote projecten. De toren, het oudste deel, is rond 1350 opgetrokken. Hij is tegenwoordig 28,5 meter hoog, maar de bovenste geleding kan later toegevoegd zijn. Het schip werd vanaf 1425 tegen de toren aangebouwd en het koor is omstreeks 1475 gerealiseerd.

## Buitenzijde
De toren is gebouwd in een romaanse stijl en de rest van de kerk draagt een gotisch karakter. De kap van de kerk is na een brand in 1621 vernieuwd. De toren heeft vier geledingen. Bijzonder is, dat niet alleen de bovenste geleding, maar ook die daaronder galmgaten heeft. Volgens Karstkarel zou dit er op wijzen, dat de toren ooit is verhoogd.

## Interieur
In de kerk bevindt zich het oudste doopvont van Drenthe, gemaakt van Bentheimer zandsteen. Het zou oorspronkelijk afkomstig zijn uit Gildehaus in Duitsland. In 1999 is een nieuw orgel geplaatst ter vervanging van een volledig versleten exemplaar uit circa 1915 van de Rotterdamse orgelbouwer J.J. van den Bijlaardt, dat sinds 1984 in Vledder stond. Het nieuwe orgel werd gebouwd door B.A.G. orgelmakers te Enschede. In de kerk bevindt zich de grafsteen van Grietje Drijber, de vrouw van Stephanus Jacobus van Royen die schulte, maire, burgemeester en notaris van Vledder was. Van Royen was als bestuurder betrokken bij de kolonies van de Maatschappij van Weldadigheid in de omgeving van Vledder. Bewoners van deze kolonies in Frederiksoord en Wilhelminaoord gingen verplicht in Vledder naar de kerk.